# Цискаришвили, Давид
Дави́д Цискаришви́ли (груз. დავით ცისკარიშვილი; 5 февраля 1992, Тбилиси) — грузинский футболист, полузащитник.

## Карьера
В начале 2011 года Давид Цискаришвили присоединился к латвийскому футбольному клубу «Гулбене», в рядах которого 8 мая того же года он дебютировал в Высшей лиге Латвии.
В январе 2012 года было объявлено, что английская «Астон Вилла» попытается заключить контракт с Давидом Цискаришвили.
В июле 2012 года, во время летнего трансферного периода, Давид Цискаришвили был вновь заявлен за «Гулбене». Потом играл за «Сабуртало», вышедший в 2015 году в Эровнули лигу.